# إنتاج أفلام جيمس بوند
سلسلة أفلام جيمس بوند هي سلسلة أفلام تجسس تستند إلى الشخصية الخيالية لعميل إم آي 6 جيمس بوند «007»، الذي ظهر في الأصل في سلسلة من الكتب كتبها إيان فلمنغ. تعتبر السلسلة واحدة من أطول سلاسل الأفلام مستمرة في التاريخ، إذ استمر إنتاجها من عام 1962 إلى الوقت الحاضر (مع توقف لمدة ست سنوات بين 1989 و1995). في ذلك الوقت أنتجت أيون للإنتاج 24 فيلمًا، معظمها في استوديوهات باينوود. مع تحقيق مجموع إجمالي للإيرادات أكثر من 7 مليارات دولار حتى الآن، تشكل الأفلام التي تنتجها ايون سادس أعلى سلسلة أفلام ربحًا. لعب ستة ممثلين دور العميل 007 في سلسلة ايون وآخرهم دانيال كريغ.
أنتج ألبرت آر. بروكولي وهاري سالتزمان معظم أفلام شركة أيون حتى عام 1975، وأصبح بروكولي المنتج الوحيد بعد ذلك. كان الاستثناء الوحيد خلال هذه الفترة هو فلم كرة الرعد، الذي أصبح فيه بروكولي وسالتزمان منتجين تنفيذيين بينما أنتج كيفين مكلوري الفلم. من عام 1984 انضم إلى بروكولي ربيبه ميخائيل جي ويلسون كمنتج وفي عام 1995 ترك بروكولي شركة أيون وحلت محله ابنته باربرا التي شاركت في الإنتاج مع ويلسون منذ ذلك الحين. امتلكت شركة عائلة بروكولي دانجاب (وحتى عام 1975، شركة سالتزمان أيضًا)، السلسلة من خلال ايون، وحافظت على الملكية المشتركة مع شركة يونايتد آرتيست منذ منتصف السبعينيات في القرن العشرين. شهدت سلسلة ايون استمرارية في كل من الممثلين الرئيسيين وفي أطقم الإنتاج، مع استمرارية في المخرجين والكتاب والملحنين ومصممي الإنتاج وغيرهم ممن عملوا خلال عدد من أفلام السلسلة.
من إصدار فلم دكتور نو (1962) وحتى إصدار فلم من أجل عينيك فقط (1981)، وُزعت الأفلام فقط من قبل يونايتد آرتيست. عندما امتصت شركة مترو غولدوين ماير شركة يونايتد آرتيست في عام 1981، شُكلت شركة إم جي إم/ يو إيه إنترتينمت ووزعت الأفلام حتى عام 1995. وزعت إم جي إم لوحدها ثلاثة أفلام من عام 1997 إلى عام 2002 بعد توقف عمل يونايتد أرتيستس كاستوديو عام. من عام 2006 وإلى عام 2015، تشاركت إم جي إم وكولومبيا بيكتشرز في توزيع سلسلة الأفلام، بعد استحواذ 2004 على إم جي إم من قبل اتحاد بقيادة سوني بيكتشرز الشركة الأم لكولومبيا. في نوفمبر 2010، أشهرت إم جي إم إفلاسها. أصبحت كولومبيا بعد خروجها من الإعسار شريكًا في الإنتاج للسلسة مع ايون. انتهت صلاحية حقوق توزيع سوني للسلسلة في أواخر عام 2015 مع إصدار فلم طيف. في عام 2017، عرضت إم جي إم وايون عقدًا لفيلم واحد من أجل المشاركة في تمويل وتوزيع الفيلم الخامس والعشرين القادم في جميع أنحاء العالم، وأُعلن في 25 مايو 2018 فوز يونيفرسال بيكشرز به. سيكون الفيلم الخامس والعشرون القادم، وعنوانه الرسمي نو تايم تو داي، هو أول فيلم في السلسلة يُوزع من قبل يونايتد أرتيستس منذ فلم الغد لا يموت.
كان هناك ثلاث إنتاجات إضافية تحتوي شخصية جيمس بوند بصورة مستقلة عن سلسلة ايون: العرض التلفزيوني الأمريكي المقتبس عن الرواية، كازينو رويال (1954)، وأنتجته سي بي سي، الفلم الساخر، كازينو رويال (1967)، من إنتاج تشارلز ك. فيلدمان، وإعادة صنع لفيلم كرة الرعد بعنوان لا تقل أبدًا مرة أخرى (1983)، من إنتاج جاك شوارتزمان، الذي حصل على حقوق الفيلم من مكلوري.

## أول ظهور على الشاشة
في عام 1954، دفعت شبكة التلفزيون الأمريكية سي بي إس لإيان فلمنغ 1000 دولار (9,520 دولارًا بالنسبة لقيمة الدولار في 2019) مقابل حقوق تحويل روايته الأولى، كازينو رويال، إلى مغامرة تلفزيونية مدتها ساعة واحدة كجزء من سلسلة مختارات درامية من كلايمكس ميستري ثيتر الذي استمر بين أكتوبر 1954 ويونيو 1958. حُولت الرواية لعرض على الشاشة من قبل أنتوني إليس وتشارلز بينيت. كان بينيت معروفًا لتعاونه مع ألفريد هتشكوك، بما في ذلك فلمي ذا 39 ستيبس وسابوتاج. بسبب تقييد زمن العرض لمدة ساعة واحدة، فقدت النسخة المقتبسة العديد من التفاصيل التي كانت موجودة في الكتاب، على الرغم من احتفاظها بالعنف، خاصة في الفصل الثالث. بُثت حلقة «كازينو رويال» التي استمرت ساعة، والتي قام ببطولتها الممثل الأمريكي باري نيلسون في دور بوند وبيتر لور في دور الشرير لو شيفغ، في 21 أكتوبر 1954 كإنتاج حي.

## انتاجات إيون
في عام 1959، أعرب المنتج ألبرت آر. «كوبي» بروكولي من شركة ووريك فيلمز عن اهتمامه بصنع اقتباس عن روايات بوند، لكن زميله إرفينغ ألين لم يكن متحمسًا. في يونيو 1961، باع فلمنغ خيار أحقية حصرية لمدة ستة أشهر للحصول على حقوق فيلم للروايات والقصص القصيرة المنشورة لشخصية جيمس بوند لهاري سالتزمان، باستثناء كازينو رويال، التي كان قد باعها سابقًا. في نهاية فترة خيار الأحقية الحصرية لسالتزمان، قدمه كاتب السيناريو وولف مانكويتز إلى بروكولي، وشكل سالتزمان وبروكولي شركة ايون للإنتاج مع هدف صنع أول فيلم بوند. لم يرغب عدد من استوديوهات هوليوود في تمويل الأفلام، إذ وجدوها «بريطانية جدًا» أو «جنسية بشكل صارخ جدًا». في نهاية المطاف وقع الاثنان على صفقة مع يونايتد أرتيستس للحصول على دعم مالي 100% والتوزيع لسبعة أفلام، بتمويل قدره مليون دولار للعرض الأول. أنشأ سالتزمان وبروكولي أيضًا شركة دانجاب، والتي كان من المقرر أن تمتلك حقوق الأفلام التي كان من المفترض أن تنتجها أيون للإنتاج.
كانت ايون تنوي في الأصل تصوير رواية فلمنغ كرة الرعد أولاً، لكن كيفين مكلوري رفع دعوى على فلمنغ في المحكمة العليا في لندن لخرقه حقوق الملكية على الكتاب، ولذلك قررت ايون تصوير دكتور نو أولًا.

### دكتور نو(1962)
طلبت أيون من العديد من المخرجين، بريان فوربس وقاي غرين وفال جيست وغاي هاملتن، إخراج الفيلم، لكنهم رفضوا جميعًا، قبل موافقة تيرينس يونغ. كانت أيون قد عينت في الأصل وولف مانكويتز وريتشارد مايباوم لكتابة سيناريو دكتور نو، ويرجع ذلك جزئيًا إلى مساعدة مانكويتز في التوسط في الصفقة بين بروكولي وسالتزمان. رُفضت المسودة الأولية للسيناريو لأن كتاب السيناريو جعلوا الشرير، دكتور نو قردًا، وترك مانكويتز الفيلم. ثم كتب مايباوم نسخة ثانية، تتماشى بشكل أكبر مع الرواية. عملت جوانا هاروود وبيركلي ماثر بعد ذلك على نص مايباوم، مع وصف هاروود على وجه الخصوص بأنها طبيبة السيناريو لأنه يرجع الفضل إليها في تحسين الخصائص البريطانية للنص.